# Žirovnica
Žirovnica (em alemão:  Scheraunitz) é um município da Eslovênia. A sede do município fica na localidade de mesmo nome.